# 謝氏秘鯰
謝氏秘鯰，為輻鰭魚綱鯰形目鯰科的其中一種，為熱帶淡水魚，分布於亞洲印度西高止山淡水流域，體長可達5.9公分，棲息在底中層水域，生活習性不明。